# Rotundovaldivia
Rotundovaldivia is een geslacht van kreeftachtigen uit de klasse van de Malacostraca (hogere kreeftachtigen).

## Soorten
- Rotundovaldivia hartii
- Rotundovaldivia latidens (A. Milne-Edwards, 1869)